# Тюгюэне
Тюгюэне (также Берге-Тюгене, Тюгене) — река в Горном и Кобяйском улусах Якутии, левый приток Лены. Длина реки 492 километра, площадь водосбора — 8740 км². Ледостав происходит в середине октября, река вскрывается в начале мая.
Название реки произошло от эвенкийского слова тагин, имеющего значения 'яма с водой', 'болото', иногда 'мелкое заросшее озеро'.
Начинается к юго-западу от бывшего села Абаранда в лиственничной тайге, дальше течёт по ней же в общем северо-восточном направлении. В низовьях местность по берегам реки заболочена, в пойме Лены течёт среди многочисленных озёр. Впадает в протоку Хатынг-Тумусах на высоте 59 метров над уровнем моря. Вблизи устья расположено село Кальвица, названное в честь авиатора О. А. Кальвица.
В среднем течении служит границей Горного и Кобяйского улусов, в верховьях пересекается автодорогой А-331 «Вилюй». На 111 километре пересекается газопроводом.
В бассейне Тюгене сейсморазведкой выявлена Бергеинская антиклинальная складка.

## Притоки
Приведены в порядке впадения, считая от устья Берге-Тюгене:
- 17 км: река Хочума (пр)
- 44 км: река Чюёлю (лев)
- 52 км: река Куорхачах (лев)
- 68 км: река Ингэн (пр)
- 87 км: река без названия (пр)
- 116 км: река Ыаргалаах (лев)
- 137 км: река Куланда (лев)
- 142 км: река Улахан-Тосоголоох (лев)
- 158 км: река Аччыгый-Тосоголоох (лев)
- 162 км: река Антах (лев)
- 175 км: река Табалайы (пр)
- 180 км: река Даркылаах-Юрэгэ (лев)
- 183 км: река Хачыгынос-Юрэх (лев)
- 196 км: река Харыйа-Юрэх (лев)
- 215 км: река Кураанах (лев)
- 233 км: река Лампара (пр)
- 255 км: река без названия (пр)
- 255 км: река Айыы-Юрэгэ (лев)
- 258 км: река Олом (пр)
- 260 км: река Кюнкюстююр (пр)
- 302 км: река Даркы (лев)
- 340 км: река Талайы (лев)
- 350 км: река Кыдьы (лев)
- 356 км: река Харыя-Юрях (лев)
- 369 км: река Быталаах (лев)
- 369 км: река Киси-Сирэйдээх (лев)
- 382 км: река Олёнгнёх-Юрях (лев)
- 386 км: река Туойдаах (лев)
- 389 км: река Уэдяй (пр)
- 402 км: река Ынгыырдьыт (лев)
- 403 км: река Харыйа-Юрэх (пр)
- 407 км: река Урасалах-Юрях (пр)
- 412 км: река Улэгир (лев)
- 427 км: река Улэгир-Юрях (лев)
- 432 км: река Тарын-Юрэх-Тёрдё (лев)
- 466 км: река Александр-Юряге (пр)

## Данные водного реестра
По данным государственного водного реестра России относится к Ленскому бассейновому округу, водохозяйственный участок реки — Лена от впадения реки Алдан до впадения реки Вилюй, речной подбассейн реки — Лена между впадением Алдана и Вилюя. Речной бассейн реки — Лена.
Код объекта в государственном водном реестре — 18030700112117400002332.